# Jemez Springs
Jemez Springs és un poble dels Estats Units a l'estat de Nou Mèxic. Segons el cens del 2000 tenia 375 habitants.

## Demografia
Segons el cens del 2000, Jemez Springs tenia 375 habitants, 113 habitatges, i 82 famílies. La densitat de població era de 30,2 habitants per km².
Dels 113 habitatges en un 34,5% hi vivien nens de menys de 18 anys, en un 58,4% hi vivien parelles casades, en un 8% dones solteres, i en un 27,4% no eren unitats familiars. En el 20,4% dels habitatges hi vivien persones soles el 5,3% de les quals corresponia a persones de 65 anys o més que vivien soles. El nombre mitjà de persones vivint en cada habitatge era de 2,63 i el nombre mitjà de persones que vivien en cada família era de 3,09.
Per edats la població es repartia de la següent manera: un 22,1% tenia menys de 18 anys, un 3,2% entre 18 i 24, un 25,9% entre 25 i 44, un 32,3% de 45 a 60 i un 16,5% 65 anys o més.
L'edat mediana era de 44 anys. Per cada 100 dones de 18 o més anys hi havia 68,8 homes.
La renda mediana per habitatge era de 36.818 $ i la renda mediana per família de 36.042 $. Els homes tenien una renda mediana de 36.964 $ mentre que les dones 4.960 $. La renda per capita de la població era de 19.522 $. Aproximadament el 13,5% de les famílies i el 20,9% de la població estaven per davall del llindar de pobresa.

## Poblacions properes
El següent diagrama mostra les poblacions més properes.